# Ahmed Mohammed Al Mahri
Bản mẫu:Arabic name
Ahmed Mohammed Mubarak Al Mahri (Arabic: أحمد محمد مبارك المهري) còn được biết với tên Dada (دادا) or Ahmed Muhad (أحمد محاد), tên đầy đủ Ahmad Muhammad Mubarak Muhad al-Mahry (أحمد محمد مبارك محاد المهري)(sinh ngày 10 tháng 6 năm 1988), là một cầu thủ bóng đá người Các Tiểu vương quốc Ả Rập Thống nhất hiện tại thi đấu cho Baniyas.
Anh thi đấu 11 trận trong Vòng loại giải vô địch bóng đá thế giới 2010 (AFC), và ghi 1 bàn trước Việt Nam.

## Tên gọi
Tên của anh, Ahmed Mohammed Mubarak Al Mahri, có nghĩa là Ahmed, con trai của Mohammed, con trai của Mubarak, hậu duệ của Al Mahri. Anh còn được gọi là Ahmed Mohammed, Ahmed Mohammed Mubarak hay chỉ là Ahmed, nhưng không phải là Mr.Mohammed hay Mr.Mubarak, mà là Mr.Al Mahri.
Ahmed Mohammed cũng được phát âm thành Ahmad Muhammad.